# Homoneura toxopei
Homoneura toxopei är en tvåvingeart som beskrevs av Malloch 1929. Homoneura toxopei ingår i släktet Homoneura och familjen lövflugor. Inga underarter finns listade i Catalogue of Life.